# Ptilinop del Lompobattang
El ptilinop del Lompobattang (Ramphiculus meridionalis) és una espècie d'ocell de la família dels colúmbids (Columbidae) que habita els boscos de les muntanyes del sud-oest de Sulawesi.

## Distribució i sistemàtica
L'ocell només es troba al massís de Lompobattang al sud-oest de Cèlebes, a Indonèsia. Se sol considerar una subespècie de colom pescador, però ha estat distingida des de 2014 per la UICN i Birdlife International com a espècie pròpia.

## Estat
La UICN la classifica com a vulnerable.
 